# Emre Akbaba
Emre Akbaba (sinh 4 tháng 10 năm 1992) là một cầu thủ bóng đá Thổ Nhĩ Kỳ thi đấu cho Antalyaspor.
Emre sinh ra ở Pháp và có gốc Thổ Nhĩ Kỳ, từng ra sân một lần cho Đội tuyển bóng đá A2 quốc gia Thổ Nhĩ Kỳ trong trận thắng 2–2 (3–5 luân lưu) trước U-21 Ý.

## Sự nghiệp quốc tế

### Bàn thắng quốc tế
Bàn thắng và kết quả của Thổ Nhĩ Kỳ được để trước.
| #  | Ngày                 | Địa điểm                                  | Đối thủ   | Tỉ số | Kết quả | Giải đấu                    |
| -- | -------------------- | ----------------------------------------- | --------- | ----- | ------- | --------------------------- |
| 1. | 13 tháng 11 năm 2017 | Sân vận động Antalya, Antalya, Thổ Nhĩ Kỳ | Albania   | 2–3   | 2–3     | Giao hữu                    |
| 2. | 13 tháng 11 năm 2017 | Friends Arena, Solna, Thụy Điển           | Thụy Điển | 2–2   | 3–2     | UEFA Nations League 2018–19 |
| 3. | 13 tháng 11 năm 2017 | Friends Arena, Solna, Thụy Điển           | Thụy Điển | 3–2   | 3–2     | UEFA Nations League 2018–19 |